# Dub marylandský
Dub marylandský (Quercus marilandica) je nevysoký opadavý strom, pocházející z východních a jihovýchodních oblastí USA. V Česku je vzácně pěstován jako parková dřevina.

## Charakteristika
Dub marylandský je opadavý strom dorůstající výšky asi 6 až 15 metrů. Koruna je kulovitá, s nepravidelným okrajem. Borka je tlustá, téměř černá, rozpukaná na nepravidelné až hranaté bloky. Vnitřní borka je oranžová. Letorosty jsou v prvním roce plstnaté, ve druhém popelavě hnědé a lysé, asi 2 až 4 mm tlusté. Vrcholové pupeny jsou kuželovité až úzce vejčité, 5 až 10 mm dlouhé, v průřezu zřetelně pětihranné, hnědavě chlupaté. Listy jsou obvejčité až obkosníkovité, v horní části se 3 až 5 mělkými laloky, s 7 až 20 cm dlouhou a stejně širokou čepelí, na bázi srdčité až zaoblené, na vrcholu špičaté až tupé. Na okraji listu je 3 až 10 vrcholků zakončených osinkami. Listy jsou na líci tmavě zelené, lysé a lesklé, na rubu zvláště podél žilnatiny rezavě chlupaté, šupinaté nebo pýřité. Řapíky jsou 5 až 20 mm dlouhé, řídce až hustě chlupaté. Žaludy dozrávají druhým rokem, vyrůstají po 1 až 2, jsou široce vejcovité až eliptické, 12 až 20 mm dlouhé a 10 až 18 mm široké, často žíhané, asi z 1/3 až 1/2 kryté kuželovitou číškou. Číška je na vnitřní straně chlupatá, na vnějším povrchu pýřitá.

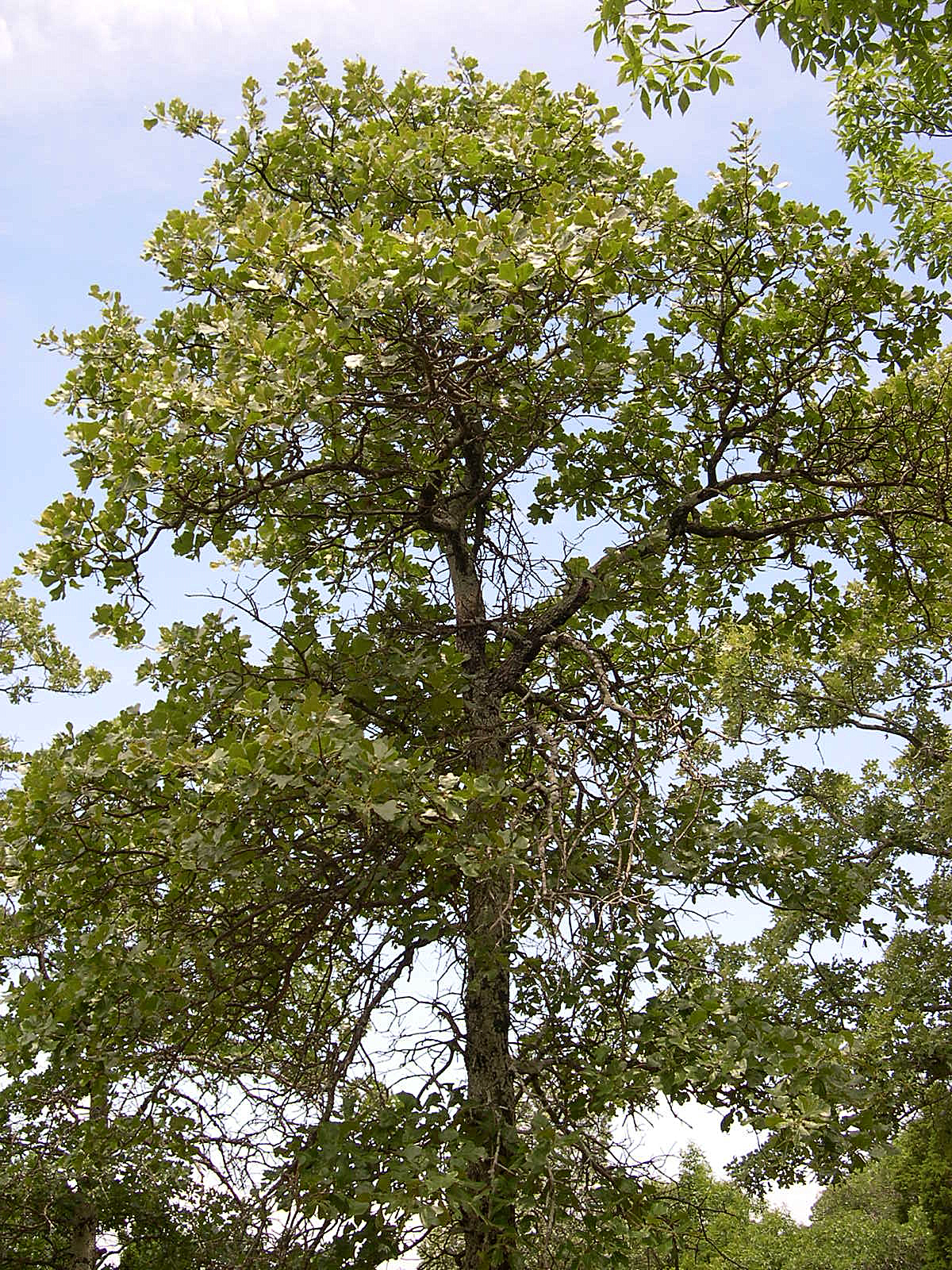
Dub marylandský
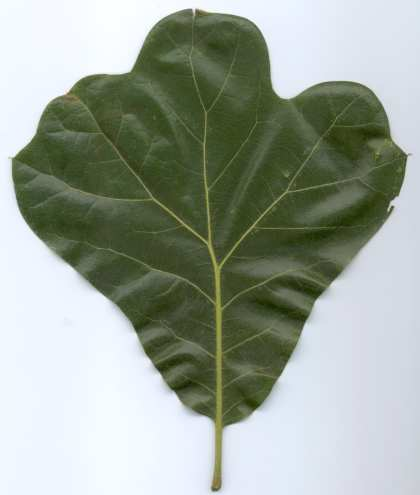
List dubu marylandského

## Rozšíření
Dub marylandský je rozšířen ve východních a jihovýchodních oblastech USA. Roste na chudých mělkých půdách bez vápníku na mýtinách, pustých místech a záplavových územích, na narušených stanovištích, suťoviskách a suchých hřbetech kopců v nadmořských výškách do 900 metrů. Je to pomalu rostoucí dřevina. V západní části areálu se vyskytují stromy menšího vzrůstu s listy 5 až 7 cm dlouhými a na rubu v paždí žilek šedě plstnatými. Bývají rozlišovány jako Quercus marilandica var. ashei.
V oblastech společného výskytu se dub marylandský kříží s jinými duby ze sekce Lobatae, zejména s dubem srpovitým (Q. falcata), dubem cesmínolistým (Q. ilicifolia), dubem celokrajným (Q. imbricaria), dubem vrbolistým (Q. phellos), dubem černým (Q. nigra), dubem sametovým (Q. velutina) a druhy Q. buckleyi a Q. incana.

## Význam
Dub marylandský je v Česku zřídka pěstován jako parková dřevina. Byl zaveden do Evropy v roce 1739. Je uváděn ze sbírek Pražské botanické zahrady v Tróji, z Arboreta Žampach, z pražské Stromovky a Arboreta Kostelec nad Černými lesy.